# Î
Î bruges på flere sprog til at udtrykke en særlig udtale af bogstavet I, eller til at differentiere homofoner.

## Fransk
På moderne fransk er accentet et ortografisk tegn, der blandt andet anvendes hvor et "s" er forsvundet fra sproget:
- tidligere abisme > moderne abîme ("bundløst dyb")

## Rumænsk
Anvendes for lyden /ɨ/ som f.eks. "în" (præpositionen "i").